# Taman Sari (Taman Sari)
Taman Sari is een plaats (wijk - kelurahan) in het onderdistrict Taman Sari in het bestuurlijke gebied Jakarta Barat (West-Jakarta) in de provincie Jakarta, Indonesië. De plaats telt 15.161 inwoners (volkstelling 2010).